# Кременистий сланець
Кременистий сланець (рос. кременистый сланец, англ. ciliceous shale, нім. Kieselschiefer m) – тверда, щільна кремениста , тонко-плитчаста з раковинним зламом осадова гірська порода. Складена мікрозернистим кварцом, іноді кварцом і халцедоном. Помітно метаморфізована. Текстура сланцювата. Містить залишки кременистих організмів, домішки глинистого матеріалу.
Кременистий сланець - щільна (густина 2,6), тверда і крихка тонкоплитчаста порода з раковистим зламом. У структурі можуть зустрічатися спікули губок і радіолярій, а також детрит рослинного походження. Колір кременистих сланців звичайно червонувато-коричневий, але домішки бітумів можуть фарбувати його в сірий або чорний колір. Чорний різновид кременистого сланцю називається лідітом; хоча сучасні джерела розуміють під лідітом окрему породу, яка, поряд з кременистим сланцем, входить в так звану групу яшмовидних порід, іноді назва «лідіт» поширюють на всі крем'янисті сланці в цілому. У седиментології темно-сірий і чорний різновид в загальному випадку кременистих порід називається флінт, в той час як в мінералогії термін флінт (англ. Flint) позначав кремінь у вигляді масивного халцедону сірих відтінків.